# Beta (brydż)
Beta – brydżowy system licytacyjny opracowany w 1964 przez Łukasza Sławińskiego, jeden z Systemów Słabych Otwarć opracowanych przez tego autora.
System używał następujących otwarć:
1♣ – 0-7 lub 17+ punktów honorowych z dowolnym składem
1♦ – 8-12 PH układ zrównoważony 4333, 4432 lub 13-16 PH z dokładnie czwórką starszą
1♥ – 13-16 PH bez starszej czwórki
1♥/♠ – 8-12 PH, układ zrównoważony z przynajmniej czwórką w licytowanym kolorze
1BA – 8-12 PH, przynajmniej cztery karty w obu kolorach starszych
2♣/♦ – 8-12, 5+ młodszy bez starszej czwórki
2♥/♠ – 8-12 szóstka w licytowanym kolorze